# أستريد كليف
أستريد كليف (بالسويدية: Astrid Cleve)‏ هي كيميائية وعالمة نبات وأحيائية وجيولوجية وأستاذة جامعية سويدية، ولدت في 22 يناير 1875 في أوبسالا في السويد، وتوفيت في 8 أبريل 1968 في Uppsala Cathedral Assembly ‏ في السويد.

## حياتها
وُلدت أستريد كليف في 22 يناير في عام 1875 في مدينة أوبسالا في السويد. كانت الابنة الكبرى للكيميائي وعالم المحيطات والجيولوجيا والأستاذ بير تيودور كليف وكارالما (ألما) أوهبوم. تلقت كليف التعليم المبكر مع شقيقتيها الصغيرتين في المنزل من قبل والدتها، وهي واحدة من أولى النساء اللائي أكملن دراسات الجمنازيوم في البلاد وإحدى النساء البارزات المؤيدات لحقوق المرأة والتعليم. تلقت تعليمها الرسمي في مدرسة لوزان الداخلية من سن الحادية عشرة إلى الثالثة عشرة، وأكملت بعد ذلك تعليمها الثانوي في المنزل.
علّمها والدها أساسيات العلوم في مختبره حيث درس العوالق. أثارت هذه التجربة التكوينية اهتمام كليف بالدياتومات. حصلت على شهادة البكالوريا في سن السادسة عشر. درست في جامعة أوبسالا في خريف عام 1891 في قسم العلوم الطبيعية. تخرجت من الجامعة بدرجة البكالوريوس في شهر يناير في عام 1894. عُيِنت بعد ذلك كأستاذة مساعدة في الكيمياء في جامعة ستوكهولم التقدمية. التقت الأحيائي الكيميائي الألماني السويدي والحاصل على جائزة نوبل لاحقًا هانز فون أويلر تشيلبين أثناء عملها في هذا المنصب. تزوجا في عام 1902 وأخذت اسم أستريد كليف فون أويلر. أنجب الزوجان خمسة أطفال. وُلد ثلاثة منهم بعد فترة وجيزة من مغادرتها الجامعة، وكان واحد منهم هو عالم الفسيولوجيا اللاحق والحائز على جائزة نوبل أولف فون أويلر. انتهى الزواج في عام 1912. فاز هانز فون أويلر تشيلبين بجائزة نوبل في الكيمياء عن دراساته عن التخمير بعد سبعة عشر عامًا من الطلاق في عام 1929.
أصبحت كليف معلمة في المدرسة الدينية آنا ساندستروم في ستوكهولم منذ عام 1911 حتى عام 1917، وعلّمت في الوقت نفسه في مدرستي نورمالم هوجري ريلاروفيركت (المدرسة الثانوية الحديثة) من عام 1912 إلى عام 1914 ومدرسة البنات نيا إليمينتارسكولان (مدرسة ثانوية جديدة) من عام 1912 إلى عام 1916، وأجرت بعض البحوث في هذه الفترة أيضًا. انتقلت إلى فارملاند بعد انتهاء عملها التدريسي حيث عاشت فيها منذ عام 1917 إلى عام 1923 وكانت رئيسة لشركة مختبر الغابات. استمرت في إجراء البحوث هناك ثم انتقلت وعائلتها إلى أوبسالا في عام 1933 وعاشت فيها لمدة ثلاث سنوات، وانتقلوا بعدها إلى مزرعة في ليندسبيرغ حيث عملوا في تربية الأغنام.
دعمت كليف عائلتها أيضًا من خلال التدريس في إحدى المدارس الثانوية المهتمة بالعلوم الحديثة واللغات في المدينة. عادت الأسرة إلى أوبسالا في عام 1949 حيث قضت بقية حياتها وأصبحت كاثوليكية. خضعت كليف لعملية فتق لم تتعاف منها بالكامل في عام 1968 حيث أصبح عمرها 93 عامًا. توفيت أستريد كليف فون أويلر في 8 أبريل في عام 1968 في دار فاستيراس للرعاية الطبية.

## مهنة علمية

### الدراسات المبكرة للكيمياء والدياتوم
تضمنت أبحاث كليف المبكرة بين عامي 1895 و1896 دراسات عن الدياتوم في البحيرات المرتفعة في منطقة لولي لابمارك. نشرت العديد من الأعمال التي تحدد وتصوّر الدياتومات المكتشفة حديثًا في بحيرات القطب الشمالي، وأجرت أيضًا مسحًا للنظم الإيكولوجية للنباتات في المناطق الشمالية البعيدة وتكيفها مع البيئة القاسية. نشرت كليف أربع أوراق كيميائية بين عامي 1896 و1898 تتعلق جميعها بالمواد الكيميائية العضوية النيتروجينية في هياكل مختلفة. نُشر بحثها عن الإيتربيوم الذي قدمته في جامعة أوبسالا بعد انتقالها إلى جامعة ستوكهولم، واكتشفت الوزن الذري وخصائص أخرى مختلفة للعنصر.
حصلت على درجة الدكتوراه في مايو في عام 1898 من جامعة أوبسالا عندما كان عمرها 23 عامًا في أطروحتها بعنوان «دراسات عن وقت الإنبات ومرحلة الفتوة في بعض النباتات السويدية». كانت ثاني سيدة سويدية تحصل على درجة الدكتوراه وأول امرأة في المجال العلمي. عملت كأستاذة مساعدة في الكيمياء في المعهد الكيميائي في كلية ستوكهولم (جامعة ستوكهولم لاحقًا) من عام 1898 إلى عام 1902 وأثبتت تقدمه في استعداده لتوظيف النساء. نشرت ورقة عن اللانثانم والسيلينيوم خلال فترة عملها في ستوكهولم. غادرت قسم الكيمياء بعد زواجها من هانز فون أويلر تشيلبين التي تشاركت معه في نشر 16 ورقة بحثية خلال الخمس سنوات التي تلت مغادرتها للقسم. عمل الزوجان على المركبات العضوية النيتروجينية وتوليف الكيتون من الفورمول ومعقدات الأمونيا المعدنية والمواد الكيميائية في الراتنج وتوليف الكحول الصناعي. علّمت أيضًا في العديد من المدارس الثانوية في ستوكهولم، واستأنفت بحثها حول العوالق ونشرت دراسات رئيسية عن النباتات في المسطحات المائية بالقرب من ستوكهولم بين عامي 1910 و1912.
لم تفقد الأوراق البحثية أهميتها حتى اليوم لأنها تمثّل السجل الوحيد للعوالق الدياتومية قبل حدوث التلوث في منطقة ستوكهولم. عُيِنت كليف كمساعدة بيولوجية من قبل اللجنة البيولوجية الهيدروغرافية السويدية في عام 1913 بينما كانت لا تزال معلمة في المدرسة الثانوية.
تضمنت أبحاثها التي أجرتها في اللجنة بين عامي 1920 و1925 حوالي 23 ورقة تبحث في مواضيع مختلفة، فشملت الليغنين المنتج أثناء تصنيع لب الكبريتيت وكيفية تحديد محتوى الليغنين في نوع خشب معين، وتكوين إبر الصنوبر والتنوب ودور ثاني أكسيد الكربون في النباتات وطرق فصل منتجات اللب والبترول والفحم. ركز هذا العمل بشكل رئيسي على كيمياء الليغنين. لم تتوقف كليف عن التعليم، وألفت كتاب علمي شهير حول السيلينيوم بالإضافة إلى كتاب تمهيدي في الكيمياء الحيوية التطبيقية.

### جيولوجيا العصر الرباعي والدراسات اللاحقة للدياتوم
أعاد بحث كليف التركيز مجددًا على كل من الدياتومات الحية والأحفورية في بحر البلطيق في أواخر العشرينيات وحتى الستينيات من القرن الماضي. شملت أبحاثها أيضًا القضايا المتعلقة بالحياة النباتية القديمة كالتغيرات في منسوب مياه بحر البلطيق ثم البحر الداخلي في أواخر العصر الجليدي والفترة التي تلت ذلك بمدة قصيرة.
نشرت كليف العديد من الدراسات حول تصنيف الدياتومات خلال الفترة بين عامي 1932 و1955. غطى التصنيف الأول 535 نوعًا من الدياتوم الحي والحفري -بما في ذلك 184 نوعًا غير معروف في السويد- الموجودة في حوض تاكرن. غطى التصنيف الثاني -الذي تبع الأول بعد عامين من العمل الميداني في عام 1932 في لابلاند- 673 نوعًا من الدياتومات الفنلندية الشمالية ذات الأغلبية المكتشفة حديثًا. قادها هذا العمل إلى إجراء دراسات جيولوجية من خلال فحص عينات من الدياتوم.
نشرت كليف أيضًا عن جيولوجيا العصر الرباعي في المنطقة. وظفها الجيولوجيين في هيئة المسح الجيولوجي في السويد لدراسة الدياتومات في الرواسب بعد العصر الجليدي. لم تُقدم كليف عملاً رئيسياً آخر حتى عام 1951 عندما نُشرت دراستها الشاملة حول الدياتومات السويدية والفنلندية والتي كتبتها على مدار أكثر من عقد من الزمان. لا تزال هذه الدراسة قيد الاستخدام حتى اليوم وغطت حوالي 1600 نوع دياتوم وتصنيفها وتوزيعها وبيئتها وأحافيرها.
واصلت البحث في نباتات هذه المناطق لسنوات عديدة، واكتشفت أنواع جديدة وصححت بعض التصنيفات. انضمت كليف إلى قسم الجيولوجيا وساهمت في نظريات حول التغيرات في منسوب المياه في بحر البلطيق خلال العصر الرباعي وذلك بعد عودتها إلى جامعة أوبسالا في عام 1945. ألقت محاضرة في علم الدياتومات بين عامي 1947 و1948 في معهد البيئة النباتية في الجامعة. حصلت على درجة فخرية كأول امرأة سويدية حاصلة على درجة الدكتوراه الذهبية في الفلسفة في عام 1948، وفازت بدرجة أستاذة فخرية لدراساتها للدياتومات في عام 1955. واصلت كليف نشر الأوراق والدراسات العلمية حتى أصبح عمرها 86 عاما.